# Solanum phureja
Solanum phureja es una especie de planta fanerógama perteneciente a la familia de las solanáceas. Altamente consumida en los países andinos, conocida comúnmente como papa criolla, amarilla redonda o chaucha.

## Descripción
Es una planta herbácea y tuberosa, cultivada y diploide de papa. Se cultiva en los valles montañosos de América del Sur. Se distingue claramente de las restantes especies de papas cultivadas debido a que no presenta dormición de los tubérculos (es decir, el tubérculo inicia inmediatamente su brotación luego de formado, sin que medie un período de reposo o dormición). Esta característica permite que las variedades de S. phureja puedan ser replantadas inmediatamente en aquellas zonas de climas benignos en las cuales es posible el cultivo continuo a lo largo de todo el año.

## Usos
Es una papa pequeña (2 a 6 cm de diámetro) de piel y pulpa color amarillo ocre. Ampliamente utilizada en países como Perú, Colombia y Bolivia, la papa criolla, amarilla o chaucha es un ingrediente en la preparación de varios platillos tales como la causa a la limeña, el ajiaco y el puré de papas, por su textura suave y cremosa. Asimismo, se utiliza frita para acompañar la picada y/o fritanga colombiana con bofe, papa rellena, chunchulla, morcilla, chorizo, chicharrón, etc. También es muy usado en la salchipapa. 

## Taxonomía
Solanum phureja fue descrita por Juz. & Bukasov y publicado en Proceedings of the U.S.S.R. Congress of Genetics, Plant- and Animal-Breeding 3: 604. 1929.
Etimología
Solanum: nombre genérico que deriva del vocablo Latino equivalente al Griego στρυχνος (strychnos) para designar el Solanum nigrum (la "Hierba mora") —y probablemente otras especies del género, incluida la berenjena— , ya empleado por Plinio el Viejo en su Historia naturalis (21, 177 y 27, 132) y, antes, por Aulus Cornelius Celsus en De Re Medica (II, 33). Podría ser relacionado con el Latín sol. -is, "el sol", debido a que la planta sería propia de sitios algo soleados.
phureja: epíteto
Variedades aceptadas
- Solanum phureja subsp. hygrothermicum (Ochoa) Hawkes

Sinonimia
- Solanum ascasabii Hawkes
- Solanum caniarense Juz. & Bukasov
- Solanum cardenasii Hawkes
- Solanum phureja var. pujeri Hawkes	[14]